# Zaxxon
Zaxxon ist ein Arcade-Spiel, das 1982 von Sega veröffentlicht wurde und dem Genre Shoot ’em up zugehörig ist. Die Spielidee von Zaxxon besteht darin, dass der Spieler in einem Raumschiff durch eine Art Festung fliegt und dabei alle ihm entgegenkommenden Feinde abschießt. Ziel des Spieles ist es, mit dem Raumschiff so weit wie möglich in die Festung einzudringen und möglichst viele Gegner auszuschalten.
Als Zaxxon erschien, war es das erste Spiel mit einer isometrischen Perspektive, die räumliche Tiefe darstellte, sozusagen ein 3D-Scroller. Die Spielidee war eine direkte Kopie des 2D-Spieles Scramble, aber während bei Scramble die Flugbahn des Raumschiffes nur in der Höhe verändert werden konnte, war es bei Zaxxon durch die perspektivische Darstellung auch möglich, das Raumschiff seitlich zu steuern. Die Flughöhe kann durch die Größe des Raumschiffes und die Entfernung zu seinem Schatten erkannt werden.
Noch im selben Jahr erschien eine überarbeitete Version namens Super Zaxxon, bei der man am Ende einen Drachen beschoss (bei Zaxxon einen Roboter).

## Veröffentlichungen
Zaxxon war ein sehr erfolgreiches Arcade-Spiel, sodass es zwischen 1982 und 1984 für verschiedene Plattformen veröffentlicht wurde.
Dazu gehörten:
- Atari 2600 (1982)
- ColecoVision (1982)
- Apple II (1983)
- Intellivision (1983)
- Tandy TRS-80 Color Computer und Model 1 (1983)
- Atari 800 (1984)
- Atari 5200 (1984)
- Commodore 64 (1984)
- DOS (1985)
- MSX (1985)
- ZX Spectrum (1985)
- Amstrad CPC als Zaxx (1986)
- Sega Master System
- Wii Virtual Console (2009: Japan, 2010: PAL-Regionen)

Zusätzlich erschienen LCD-Handheld-Versionen von Coleco und Bandai.

## Nachfolger
- Super Zaxxon (Arcade, 1982)
- Future Spy (Arcade, 1984)
- Zaxxon 3-D (Sega Master System, 1987)
- Zaxxon Motherbase 2000 (Sega 32X, 1995)

## Klone
- Panther (1987)
- Space Raid (2013)